# Squirrel Bait
Squirrel Bait was een Amerikaanse punkrockband uit Louisville (Kentucky) die actief was van 1983 tot 1988. Het dichte, humeurige, melodieuze hardcore geluid van Squirrel Bait, met uitgesproken tempoveranderingen, was een voorbode van het grunge-geluid van eind jaren 1980 en van mathrock. Squirrel Bait wordt, samen met Hüsker Dü, vaak gezien als voorlopers van het emocore geluid, dat voortkwam uit het D.C. hardcore punkcircuit met bands als Rites of Spring, Beefeater en Fugazi.

## Bezetting
- Peter Searcy[2]
- David Grubbs[3]
- Brian McMahan[4]
- Pete Schuler
- Britt Walford[5]
- Clark Johnson[6]
- Ben Daughtrey[7]

## Geschiedenis
De band begon als een hardcore punktrio van middelbare schoolvrienden, oorspronkelijk bekend als Squirrelbait Youth, met David Grubbs op gitaar en zang, Clark Johnson op basgitaar en Rich Schuler die drums speelde voor de eerste demotape van de band in augustus 1983. Tegen de tijd dat Squirrel Bait in 1984 hun tweede demo opnam, had Peter Searcy de vocale taken overgenomen en was Britt Walford aan het drummen. Drie van de nummers van deze demo zouden later op de vinylpublicaties van de band verschijnen. Walford vertrok en werd vervangen door Ben Daughtrey op drums en Brian McMahan trad toe op de tweede gitaar. De band bleef lokaal spelen en toerde naar nabijgelegen steden waar ze openden voor Hüsker Dü en de in Chicago gevestigde bands Naked Raygun en Big Black, die Squirrel Bait aanbevolen bij hun label Homestead Records. Via Homestead bracht Squirrel Bait in 1985 een gelijknamige ep uit, een single in 1986 en een lp in 1987, die allemaal later werden samengesteld op een enkele cd. Te midden van het succes van de jonge band waren Grubbs en Johnson verhuisd naar de universiteit, en artistieke spanningen veroorzaakten een "jocks-vs.-nerds"-splitsing in de band. Deze verschillen leidden uiteindelijk tot het uiteenvallen van de band in 1988.
Grubbs was vervolgens lid van Bitch Magnet, Bastro, Gastr del Sol en The Red Krayola en heeft een aantal solo-projecten uitgebracht. Daughtrey speelde met The Lemonheads en daarna met Love Jones. McMahan en Walford formeerden Slint en verschenen op de eerste single van King Kong. McMahan formeerde ook The For Carnation en speelde met Palace Music. Walford zou later spelen in Evergreen en The Breeders (zoals Shannon Doughton). Johnson speelde in Bastro met Grubbs, maar koos er toen voor om geen carrière in de muziek te maken en werkt nu als advocaat in Louisville. Searcy speelde met Big Wheel en Starbilly, voordat hij aan een solocarrière begon. In 1997 bracht Grubbs de vinylpublicatie van Squirrel Bait opnieuw uit bij Dexter's Cigar, een afdruk van het Drag City-label. De demo en live-opnamen van de band zijn opgedoken op internet.

## Discografie
- 1983: First Demo (zelf uitgebrachte cassette)
- 1984: Second Demo (zelf uitgebrachte cassette)
- 1985: Squirrel Bait (Homestead Records)
- 1986: Kid Dynamite (7", Homestead Records)
- 1987: Skag Heaven (Homestead Records)
- 1989: Motorola Cloudburst (7", The Pope Fanzine)